# Baltimora (gruppo musicale)
Baltimora è stato un progetto musicale italiano, tutt'oggi considerato un one-hit wonder grazie al singolo Tarzan Boy, nonostante abbia prodotto diversi brani di successo.
Frontman del progetto era il cantante e ballerino nordirlandese Jimmy McShane; altri componenti erano Maurizio Bassi e Naimy Hackett, autori dei brani, e il chitarrista Giorgio Cocilovo. Bassi cantava in studio nella fase di registrazione ma non durante esibizioni in pubblico.

## Storia
Il gruppo nasce a Milano verso la metà degli anni ottanta dove il musicista e produttore discografico Maurizio Bassi era alla ricerca di nuovi talenti per lanciare un suo progetto musicale. Incontrò così Jimmy McShane che, dopo non fortunati esordi nel campo artistico, lavorava come paramedico per la Croce Rossa irlandese.
Impressionato dal talento di McShane, ed anche dal suo aspetto emaciato che emanava fascino, Bassi lo scritturò come leader del gruppo, anche se le sue doti vocali non erano proprio all'altezza del ruolo. Per molto tempo girò la voce che Bassi stesso, che nel gruppo suonava le tastiere, avesse registrato le parti vocali che venivano eseguite da McShane in playback.
Gli altri componenti del gruppo erano Giorgio Cocilovo alla chitarra solista, Claudio Bazzari alla chitarra ritmica, Pier Michelatti al basso e Lele Melotti alla batteria.
Nel 1985 il gruppo esordì con l'album Living in the Background, che grazie all'hit single Tarzan Boy ottenne un grande successo. L'album ebbe un notevole apprezzamento soprattutto negli Stati Uniti, ove rimase nei primi 100 posti delle classifiche per circa 6 mesi. Tarzan Boy sarebbe poi stato inserito, durante gli anni seguenti, in vari film e spot pubblicitari, ad esempio nella pellicola Tartarughe Ninja III e in uno spot della Coca-Cola Light del 2007. In una scena del film Un milione di modi per morire nel West, il protagonista e regista Seth MacFarlane canta parte della canzone per evitare di venire ucciso. McShane era omosessuale e si dice che Tarzan Boy parli proprio della sua omosessualità. Il successivo Survivor in Love fu pubblicato nel 1987 e Key Key Karimba fu l'unico pezzo del disco ad entrare nella Top 20 di alcune nazioni. Il cantante morì di AIDS il 29 marzo 1995.
Dal 2021 al 2023 è stata usata come musica d'ingresso da Jungle Boy, wrestler della All Elite Wrestling.
Maurizio Bassi proseguì l'attività musicale collaborando con vari artisti tra cui Pupo, Piero Marras, Claudio Lolli, Eros Ramazzotti, i Matia Bazar e Iva Zanicchi. Nel 1989 vinse la Targa Tenco per la miglior canzone con Se me lo dicevi prima scritta insieme a Enzo Jannacci.

## Discografia

### Album in studio
- 1985 – Living in the Background
- 1987 – Survivor in Love

### Album di remix
- 1986 – World Re-Mix

### Raccolte
- 2010 – Tarzan Boy: The World of Baltimora

### Singoli
- 1985 – Tarzan Boy (ITA #5 - UK #3)
- 1985 – Woody Boogie (ITA #20)
- 1985 – Living In The Background
- 1986 – Juke Box Boy (ITA #10)
- 1987 – Key Key Karimba (ITA #37)
- 1987 – Global Love (con Linda Wesley)
- 1988 – Call Me In The Heart Of The Night
- 1993 – Tarzan Boy (1993 Remix)